# Felix Lohkemper
Felix Lohkemper (Wetzlar, 26 januari 1995) is een Duits voetballer die bij voorkeur als aanvaller speelt. Hij stroomde in 2013 door vanuit de jeugd van VfB Stuttgart.

## Clubcarrière
Lohkemper speelde in de jeugd voor SV Kickers Büchig, Karlsruher SC en VfB Stuttgart. Op 15 december 2012 debuteerde hij voor VfB Stuttgart II in de 3. Liga, tegen zijn ex-club Karlsruher SC.

## Interlandcarrière
Lohkemper kwam uit voor diverse Duitse nationale jeugdelftallen. Hij debuteerde in 2013 in Duitsland -19.
1 Reichert ·
2 Villadsen ·
3 Soares ·
4 Gruber ·
5 Drexler ·
6 Flick ·
9 Tzimas ·
10 Justvan ·
14 Goller ·
17 Castrop ·
18 Lubach ·
20 Jander ·
21 Yılmaz ·
22 Valentini  ·
23 Serra ·
26 Mathenia ·
28 Antiste ·
30 Emreli ·
31 Knoche ·
32 Janisch ·
33 Seidel ·
34 Forkel ·
35 Joachims ·
36 Schleimer ·
37 Kukučka ·
38 Osawe ·
39 Ortegel ·
44 Karafiát ·
Coach: Klose